# サンドイッチ (歌手グループ)
サンドイッチは、テレビ朝日系のバラエティ番組『欽ちゃんのどこまでやるの!』から誕生した男性2人、女性1人から構成される3人組の企画ユニットである。

## 登場背景・メンバー・命名
サンドイッチの結成前、メイン司会の萩本欽一は、充電期間として半年間、真屋順子と共に番組を一時降板していた。萩本と真屋が復帰した1985年10月、『欽ちゃんのどこまでやるの!』のリニューアルで、3人の子供たちを新キャストとした。
サンドイッチは、その新キャストで4代目の「かなえ」となった女優の鳥居かほり、「かなえ」の夫役になった小堺一機、そして「ほんとのアナウンサー」の当時テレビ朝日のアナウンサーの藤井暁の3人で結成された。
グループ名の由来は、男性2人の小堺と藤井をパン、紅一点の鳥居を具に例える事で、サンドイッチとなった。この番組共演が縁となり、1988年に鳥居と藤井は結婚（1999年に離婚）。

## 音楽活動
シングル・アルバム各1枚ずつフォーライフ・レコードより発売された。

### シングル

#### 解説
これまで使用されたわらべの楽曲に続き、番組のエンディングで使われた。
別途作られた全編アニメーションのMVとは別に、番組内のセットでメンバーが終始ミュージカルの様な振付で歌い、特に2番のサビ部分では手を組んで廻りながら歌唱した。
B面は歴代のエンディング曲のオリジナル・カラオケが収録された。それに伴い販売されたレコードは、A面とB面で回転速度が異なり、A面が45rpm、B面が33 1/3rpmとなっている。またA面の最後には、応募特典の抽選を発表する声が入っており、「あたり」が出ると、ディスクジャケットの歌詞面掲載に印刷されている応募券を葉書に貼り応募できるものであった。『ザ・ベストテン』や『ザ・トップテン』にも3人で出演した。

#### 発売後
1990年（平成2年）度からの教育出版から出版された中学3年生向けの音楽の教科書に「想い出して下さい」が掲載された。
レコチョクで配信（規格：AAC 128/320kbps）されている。

#### 収録曲
A面
1. 想い出して下さい　-（3:53）
  - 作詞：中村ブン　作曲：三木たかし　編曲：佐藤寛

B面
1. みんなで歌おう欽どこカラオケ集　-（11:30）
  - サンドイッチの「想い出して下さい」、わらべの「もしも明日が…。」「めだかの兄妹」のカラオケ。

### アルバム
1986年1月1日に「想い出してください」を含む7曲入りアルバム『サンドイッチのどこまでやるの』が発売された。規格品番：LP / 7K-205、CD / 25K-6。

#### 収録曲
A面
1. ソーダ水夜曲
  - 作詞：金木屑、作曲：佐藤健、編曲：船山基紀
2. ついておいで
  - 作詞・作曲：たきのえいじ、編曲：椎名和夫
3. Htsujiよりあなた
  - 作詞：谷穂ちろる、作曲：椎名和夫、編曲：船山基紀

B面
1. 明日またハッピーエンド
  - 作詞：小林和子、作曲：佐藤健、編曲：船山基紀
2. ヤンヤ節
  - 作詞・作曲：たきのえいじ、編曲：椎名和夫
3. 想い出して下さい
4. Bye-Bye（Inst.）
  - 作曲・編曲：船山基紀

#### その他収録アルバム
- 「欽ちゃんのどこまでやるの」（1986年1月18日、フォーライフ・レコード、CD / 35KD-29）-　わらべの数曲とともに、「想い出して下さい」「ヤンヤ節」「明日またハッピーエンド」「Htsujiよりあなた」を収録。レコチョクで配信（規格：AAC 128/320kbps）されている[6]。
- 「(欽)スーパーヒット」（CT / 28C-80）-　「想い出して下さい」収録。
- 「GOLDEN☆BEST～欽(まるきん)スーパーヒット～」（2004年10月20日、フォーライフ・レコード、CD / FLCF4028）-　「想い出して下さい」収録。

## 絵本
- 講談社のテレビ絵本 かずきくんとかなえちゃん
  - (1) うたのえほん 想い出して下さい - ISBN 4061042491
  - (2) かなえちゃんのぼうけん - ISBN 978-4-06-104250-6